# Holodomor

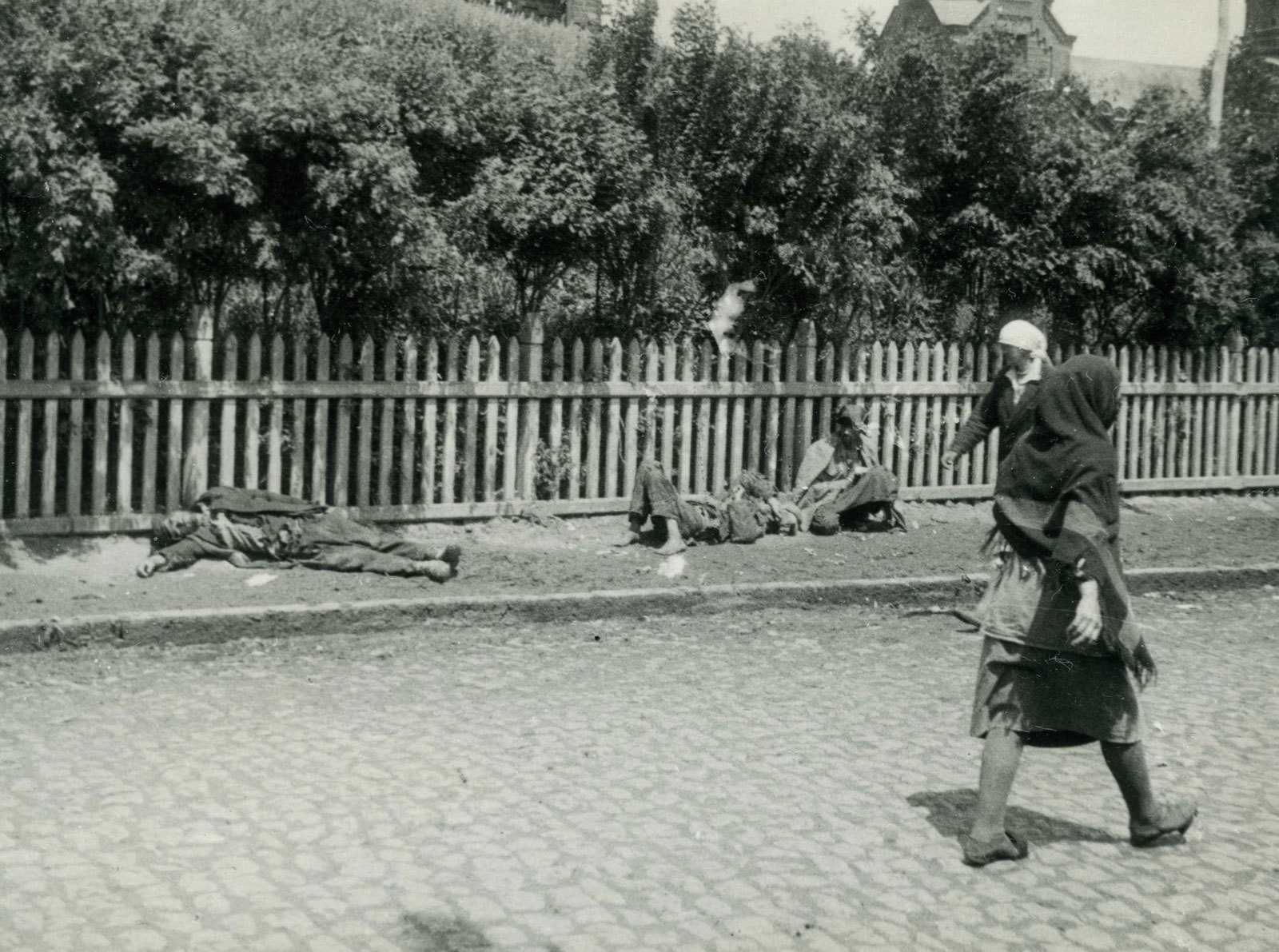
Fußgänger und verhungernde Bauern auf einer Straße in Charkiw 1933; Foto: Alexander Wienerberger

Der Begriff Holodomor (ukrainisch Голодомор ‚Tötung durch Hunger‘; russisch Голодомор Golodomor) steht für den Teil der Hungersnot in der Sowjetunion in den 1930er Jahren in der Ukrainischen Sozialistischen Sowjetrepublik. In dieser Unionsrepublik fielen dem Hunger schätzungsweise drei bis sieben Millionen Menschen zum Opfer. Die Ukraine bemüht sich seit ihrer Unabhängigkeit im Jahr 1991 um eine internationale Anerkennung des Holodomors als Völkermord. Diese Bewertung ist umstritten und wird insbesondere von der Regierung Russlands kritisiert. International findet sie aber immer mehr Zustimmung.

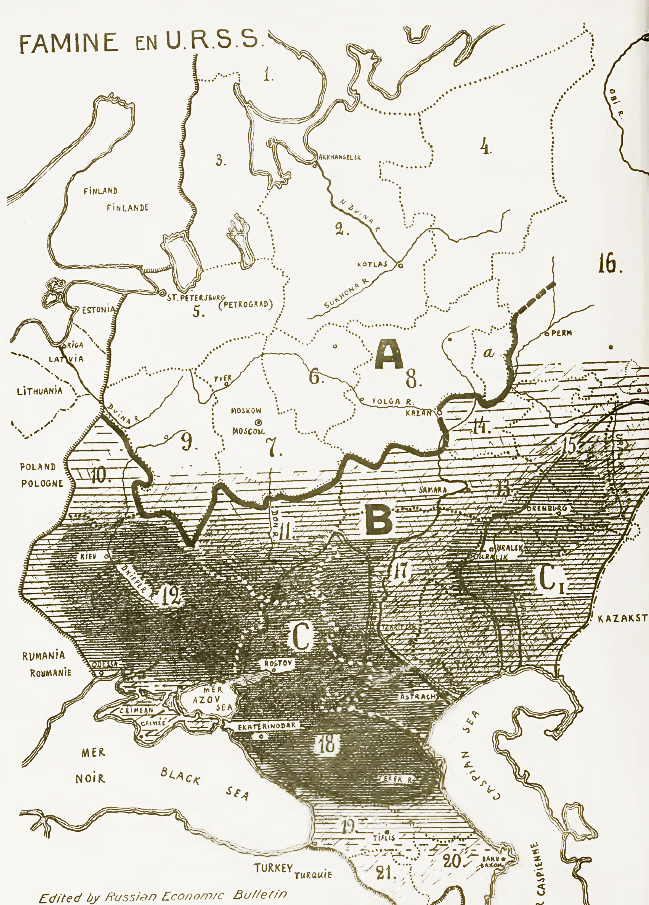
Hungersnot in der Sowjetunion 1933. Gebiete der größten Nahrungsmittelknappheit sind schwarz markiert.
Symbole auf der Karte:
A – Getreide konsumierende Regionen
B – Getreide produzierende Regionen
C – ehemaliges Land der Don-, Kuban- und Terek-Kosaken
C1 – ehemaliges Land der Ural- und Orenburg-Kosaken.
1. Halbinsel Kola, 2. Nördliche Region, 3. Karelien, 4. Komi, 5. Gebiet Leningrad, 6. Gebiet Iwanowo, 7. Gebiet Moskau, 8. Gebiet Nischni Nowgorod, 9. Westliche Region. 10. Weißrussland, 11. Zentrale Schwarzerde-Region, 12. Ukraine, 13. Zentrales Wolgagebiet, 14. Tataria, 15. Baschkirien, 16. Uralgebiet, 17. Unteres Wolgagebiet, 18. Nordkaukasus-Region, 19. Georgien, 20. Aserbaidschan, 21. Armenien.

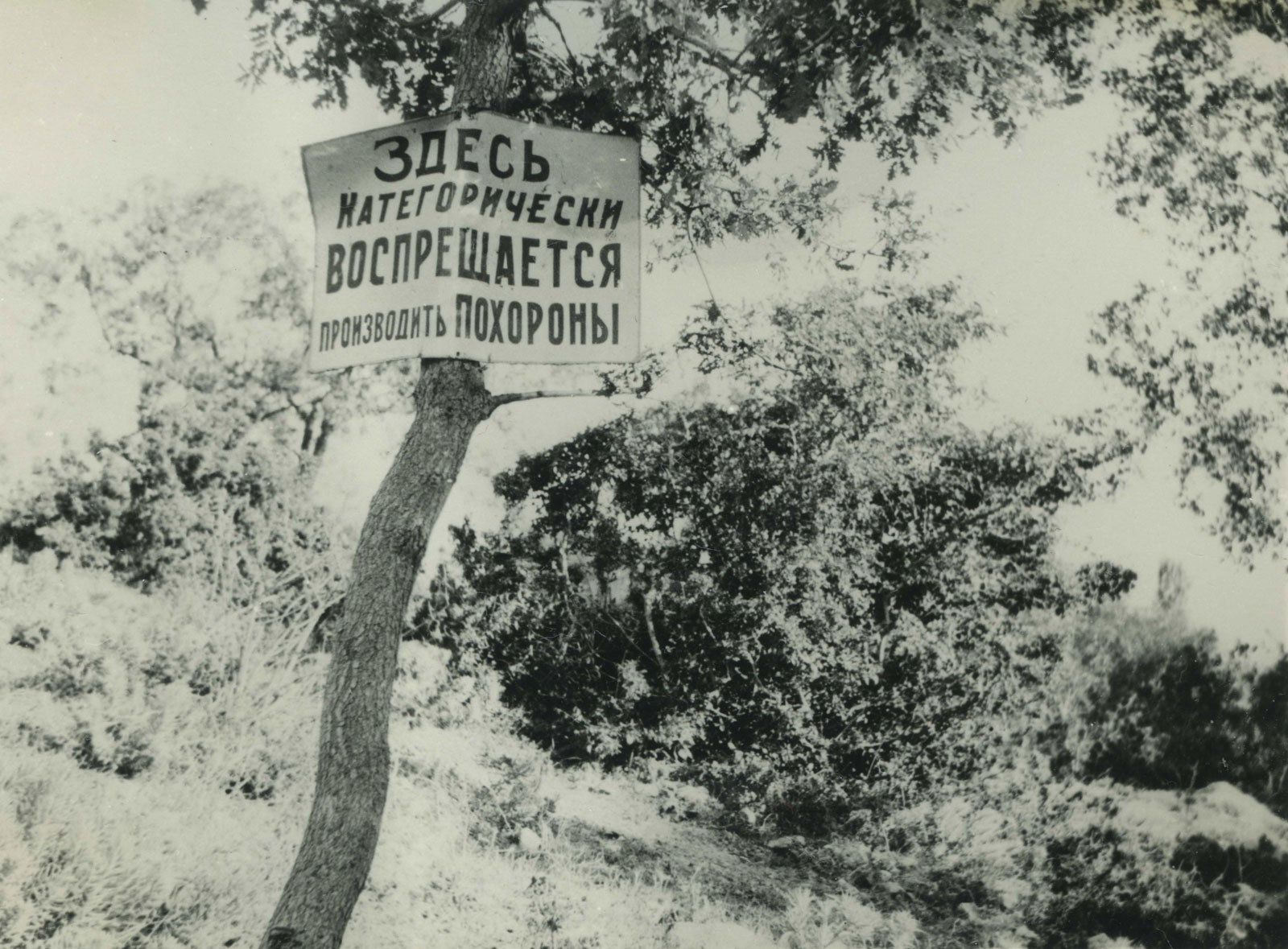
1933 bei Charkiw – Text auf dem Schild: „Der Aushub von Gräbern ist an dieser Stelle ausdrücklich verboten“; Foto: Alexander Wienerberger

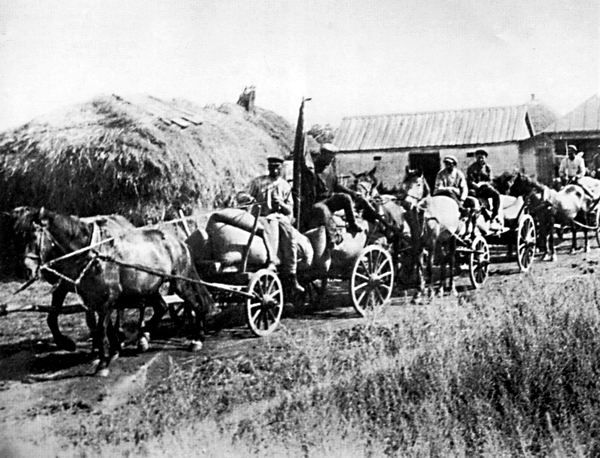
Abtransport der Ernte durch sog. Rote Züge, 1932

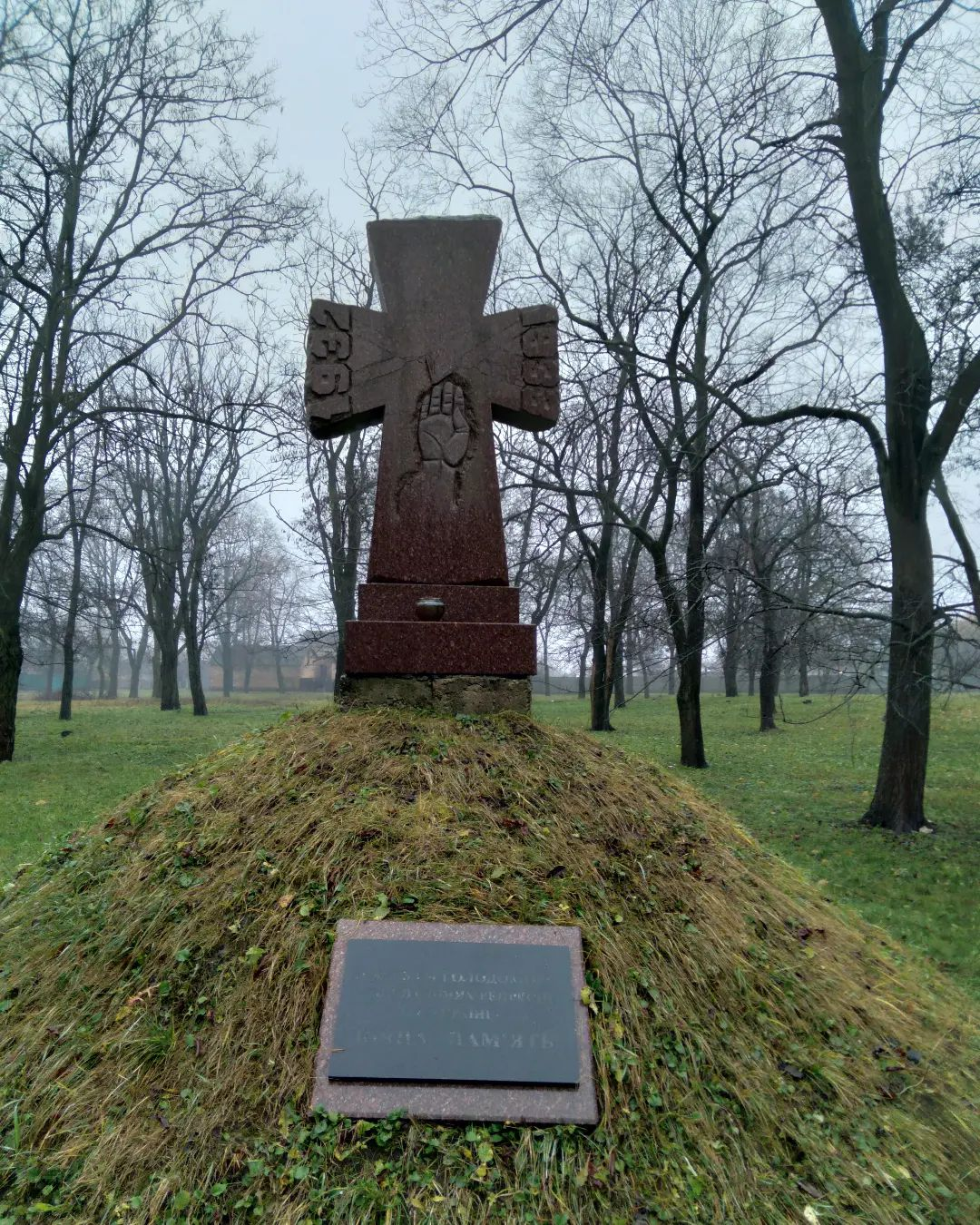
Denkmal für die Opfer des Holodomor in der Stadt Snamjanka (2022)

## Etymologie
Das Wort Holodomor setzt sich aus holod und mor zusammen. Holod (голод) bedeutet auf Ukrainisch „Hunger“. Mor leitet sich vom slawischen Verb moriti ab, das „qualvoll töten“ bedeutet. Die Zusammensetzung mit der Bedeutung „Hungertod“ wurde aus dem Tschechischen entlehnt, wo hladomor „Hungersnot“ (wörtlich: „Hungerpest“) bedeutet. Der Ausdruck kann auch das aktive Herbeiführen des Hungertods implizieren, vgl. den tschechischen Ausdruck hladomorna für „Hungerturm“ (wörtlich: „Ort, wo durch Hunger getötet wird“). Es besteht kein etymologischer Zusammenhang mit dem griechischen Wort Holocaust.

Der Begriff Holodomor tauchte erstmals in den 1960ern auf und setzte sich in den 1980ern durch.

## Hintergrund und Methoden
Bereits seit der Machtübernahme der Bolschewiken hatte der Schwerpunkt der Politik des Sowjetstaates auf einer Industrialisierung des Landes zulasten der Bauern gelegen. Auf dem X. Parteitag der Kommunistischen Partei Russlands (später KPdSU) im Jahr 1921 hatte Lenin das Ziel vorgegeben:

„Der Bauer muss ein wenig Hunger leiden, um dadurch die Fabriken und die Städte vor dem Verhungern zu bewahren. Im gesamtstaatlichen Maßstab ist das eine durchaus verständliche Sache; dass sie aber der zersplittert lebende, verarmte Landwirt begreift – darauf rechnen wir nicht. Und wir wissen, dass man hier ohne Zwang nicht auskommen wird – ohne Zwang, auf den die verelendete Bauernschaft sehr heftig reagiert.“

Die erste Periode der Sowjetunion, ab der Gründung der UdSSR im Dezember 1922 bis zum Jahr 1928, verlief unter der Politik der Korenisatzija und der NEP (Neuen Ökonomischen Politik).

### Entkulakisierung und Zwangskollektivierung
Im Dezember 1927 beschloss der XV. Parteitag der Kommunistischen Partei der Sowjetunion (damals als Kommunistische Allunions-Partei (Bolschewiki) bezeichnet) Maßnahmen zur beschleunigten Industrialisierung der Sowjetunion und den ersten Fünfjahresplan für die Periode 1928 bis 1932. Die zwei Maßnahmen Entkulakisierung und Kollektivierung haben die Bauernklasse hart getroffen.
Entkulakisierung bedeutete die Tötung oder Deportation von Millionen von Bauern in die Arktis zusammen mit ihren Familien, im Prinzip die besser Gestellten, in der Praxis die Einflussreichsten und die am stärksten gegen die Pläne der Partei Widerstrebenden.
Die Zwangskollektivierung bedeutete die Abschaffung des Privateigentums an Grund und Boden sowie die Konzentration der verbleibenden Bauernschaft in Kolchosen unter Kontrolle der Partei.
Ein Ziel war eine Steigerung der landwirtschaftlichen Produktion, um mit Exportüberschüssen aus diesem Sektor die Einfuhr für die Industrialisierung benötigter Wirtschaftsgüter wie Ausrüstungen für Industriebetriebe finanzieren zu können. Diese Steigerungen hoffte man durch die Zusammenlegung landwirtschaftlicher Flächen, Einführung neuer Anbaumethoden und Mechanisierung zu erreichen.
Im Zuge der Zwangskollektivierung kam es zunächst zu einer Verringerung der Anbaufläche und einer Schrumpfung des Viehbestandes. Durch den Ausfall tierischer Zugkraft und das Ausbleiben maschineller Zugkraft verringerte sich in der Ukraine die genutzte Anbaufläche für Getreide um 14 Prozent, das Erntevolumen sank sogar um 20 Prozent. Hinzu kam, dass die Kolchosen und Sowchosen einen deutlich niedrigeren Hektarertrag erwirtschafteten als die Einzelbauern.

### Liquidierung der Ukrainischen Autokephalen Kirche
In den Jahren 1917 bis 1918 wurde die Ukrainische Autokephale Orthodoxe Kirche wiedererrichtet und hielt die Gottesdienste in ukrainischer Sprache ab. Im Jahr 1924 wurde Metropolit Wassyl Lypkiwskyj von der OGPU der „geheimen Propagierung des ukrainischen Separatismus“ beschuldigt, woraufhin die OGPU versuchte, ihn mit Drohungen zu beeinflussen. 1926 wurde Wassyl Lypkiwskyj verhaftet. Auf die Ablehnung seiner zwangsweisen Versetzung folgten Massenverhaftungen.
Am 28. und 29. Januar 1930 wurde sein Nachfolger Mykola Borezkyj unter dem Druck der GPU gezwungen, ein Dokument zur Auflösung der Kirche zu unterzeichnen. Die Umsetzung verzögerte sich aufgrund der Proteste im Ausland, doch 1936 war die letzte Gemeinde ausgelöscht.
In den Jahren 1926 bis 1932 wurden durch staatlichen Terror in der Sowjetunion 10.000 Kleriker ermordet.

### Schauprozesse
Einer der wichtigen Schauprozesse war der Gerichtsprozess gegen den „Bund zur Befreiung der Ukraine“ im Jahr 1930.

### „Erschossene Renaissance“
Josef Stalin verfolgte das politische Ziel, den ukrainischen Freiheitswillen zu unterdrücken und die sowjetische Herrschaft in der Ukraine zu festigen. Allein im Jahr 1931 wurden mehr als 50.000 Intellektuelle nach Sibirien deportiert, darunter 114 der wichtigsten Dichter, Schriftsteller und Künstler des Landes. Diese Geschehnisse sind insgesamt bekannt als „Erschossene Renaissance“.

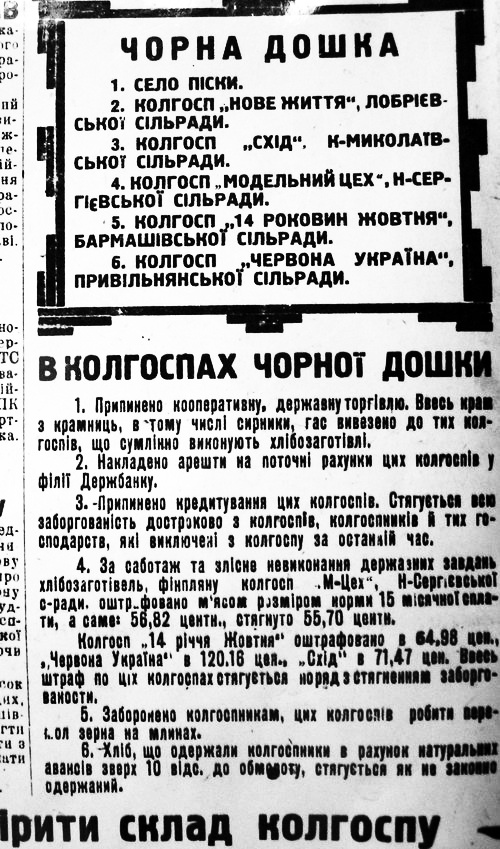
„Schwarzes Brett“ – Bestrafung der Kolchose während des Holodomor in der Ukraine

### „Schwarze Listen“
Am 6. Dezember 1932 wurde eine Resolution mit dem Titel „Über die Aufnahme von Dörfern in die Schwarze Liste, die bösartig die Getreidebeschaffung sabotieren“. Sie enthielt den Aufruf, „die von Kulaken und konterrevolutionären Elementen organisierte Sabotage der Getreidebeschaffung zu brechen“. Es gab mehr als hundert solcher Resolutionen allein während des Holodomors.
Die ominöse Wirkung der „Schwarzen Listen“ („Schwarze Bretter“) wurde in der Ukraine im Januar 1928 im Bezirk Izum getestet. In solchen Dörfern wurde sofort jeglicher Handel untersagt, alle Waren aus den Geschäften entfernt, die Lieferungen eingestellt und die Kolchosen und Dorfräte von „fremden und feindlichen Elementen“ „gesäubert“.

### Rechtschreibreform und Russifizierung
Die Einführung der neuen ukrainischen Rechtschreibung im Jahr 1933 diente der Annäherung zwischen der ukrainischen und der russischen Sprache. Im Sinne einer Russifizierung sollte die ukrainische Kultur ausgemerzt werden, so dass nur noch eine sowjetische Kultur übrig bliebe.

## Verlauf
Der Holodomor begann mit zwei Missernten in den Jahren 1931 und 1932. Trotz des Hungers der Landbevölkerung erhöhten die Parteikader die Abgabenquote der Bauern auf 44 Prozent. Während im Jahr 1931 noch 7,2 Millionen Tonnen Getreide in der Ukraine requiriert wurden, sank dieser Wert trotzdem auf 4,3 Millionen Tonnen im Jahr 1932. Das Getreide wurde größtenteils zur Devisenbeschaffung auf dem Weltmarkt verkauft. Die Einnahmen wurden zur Industrialisierung der sowjetischen Wirtschaft und zu Rüstungszwecken genutzt.
Nach der Historikerin Anne Applebaum entschied Stalin im Herbst 1932, die Hungerkrise gezielt gegen die Ukraine zu nutzen. Die Grenzen wurden geschlossen, so dass Hungerflüchtlinge nicht ausreisen konnten. Im Jahr 1932 erhielt Stanislaw Redens (Leiter der ukrainischen GPU und Schwager Stalins) zusammen mit dem Ersten Sekretär der Kommunistischen Partei der Ukraine (KPU), Stanislaw Kossior, die Aufgabe, als Bestandteil der Kollektivierung einen Plan zu entwickeln, um die „Kulaken und die petljurschen Konterrevolutionäre“ zu liquidieren. Zweitausend Kolchosvorsitzende wurden daraufhin verhaftet. Als im Januar 1933 das Getreidesoll nicht erreicht war, löste man Redens in der Ukraine ab.
Am 28. November 1932 beschloss das Politbüro der KPU unter Wjatscheslaw Molotow, dem späteren sowjetischen Außenminister, als Bevollmächtigtem von Generalsekretär Stalin, die Verhängung von „Naturalienstrafen“ und die Einführung von „Schwarzen Listen“ gegen opponierende Bauern. In der Folge wurden die Lebensmittelforderungen an die Bauern drastisch forciert. In den Dörfern wurden darüber hinaus Haushaltsgegenstände wie Seife oder Petroleum konfisziert. Bolschewistische Brigaden suchten nach versteckten Lebensmitteln. Dörfer wurden systematisch ausgeplündert. In der Folge von Strafabgaben verloren viele Bauernfamilien ihren gesamten Besitz und endeten, um Essen bettelnd, in den Städten. In der Bevölkerung kam es zu Kannibalismus.

## Kenntnis und Internationale Berichterstattung
Im Jahre 1929 war Paul Scheffer der erste westliche Journalist, der über die Hungersnöte als Folge der Zwangskollektivierung im Berliner Tageblatt berichtete. 1930 veröffentlichte er das Buch Sieben Jahre Sowjetunion. Darin ging Scheffer sachlich, aber erstmals ausführlich auf Stalins Methoden und Vertuschungsversuche zum „millionenfachen Hungertod“ ein. Das Buch erschien in mehreren Ländern. Beweise für den systematischen Massenmord konnte Scheffer nicht erbringen, da ihm Ende 1929 die Wiedereinreise in die Sowjetunion verwehrt wurde.
Die sowjetische Regierung versuchte aktiv, das Geschehen vor der Weltgemeinschaft zu verbergen. Jedoch setzten die Journalisten Gareth Jones, Malcolm Muggeridge und William Henry Chamberlin die Recherchen fort. Am 29. März 1933 informierten sie auf einer von Scheffer in Berlin organisierten internationalen Pressekonferenz die Weltöffentlichkeit über die Ausmaße der sowjetischen Hungerkatastrophe. Neben deutschen Korrespondenten waren unter anderem Pressevertreter von The Sun, Chicago Daily News, The Yorkshire Post, Manchester Guardian, Time Magazine, The New York Times sowie La Liberté anwesend. Alle veröffentlichten noch am gleichen Abend oder in den nächsten Tagen auf den Titelseiten nahezu identisch lautende Leitartikel über die Hungerkatastrophe.
Die Tatsache der Hungersnot in der Ukraine war auch in Polen bekannt. Stanislaw Sosnicki, der polnische Konsul in Kyiv, gab der Abteilung II folgenden Bericht:

„Mitte Juni [1933] sahen die Einwohner von Charkiw regelmäßig den Anblick von sterbenden Menschen auf den Hauptstraßen der Stadt sowie von phantomartigen Menschen mit verwirrten Augen, die ziellos durch die Stadt zogen. Am 22. Juni sah ich bei einem halbstündigen Spaziergang durch die Hauptstraße von Charkow, die Sumska-Straße, eine Leiche und eine Person im Todeskampf. In den letzten drei Wochen wurden die Leichen immer häufiger und schneller eingesammelt. Auch die Obdachlosen werden abgeholt, gesäubert und auf staatliche Farmen getrieben. Ende Juni wurden wir Zeugen täglicher Razzien gegen obdachlose Kinder [bezprizorni]. Ein uns bekannter Arzt erzählte uns, dass Menschen, die völlig erschöpft waren, Gift gespritzt wurde.“

Die Reaktion der polnischen Parteien auf die Hungersnot beschrieb die New York Times am 30. Juli 1933 mit folgenden Worten:

„Die Nationaldemokraten lehnen jede Maßnahme ab, die den Polen als verräterisch erscheint, aber sie brachten die polnische Regierung in große Verlegenheit, indem sie ein spezielles Hilfskomitee für "hungernde Brüder" in der Sowjetukraine gründeten, obwohl die Sowjets die Hungersnot leugnen.
Viele sowjetische Ukrainer haben auf der Suche nach Lebensmitteln die polnische Grenze überquert. Es heißt, dass sich ehemalige Rotarmisten aus dem Norden an der Grenze aufhalten, um die von der Berliner Gruppe angeführte antisowjetische Propaganda zu bekämpfen“

In Deutschland wurden 1933 die Briefe der deutschen Minderheit in der Ukraine, Wolga-Region und Kasachstan unter dem Namen „Hungerpredigt. Deutsche Notbriefe aus der Sowjetunion“ von dem Pfarrer Kurt Ihlenfeld veröffentlicht. Außerdem wurde ein evangelisches Hilfskomitee „Brüder in Not“ gegründet. Es gab an, dass es seit Anfang 1933 eine offizielle Genehmigung der Sowjetunion hatte, Hilfe in Form von Geld durch Torgsins zu überweisen, um evangelischen Deutschen in Russland zu helfen.
In Österreich protestierte Kardinal Theodor Innitzer als eine der wenigen Persönlichkeiten des öffentlichen Lebens gegen den Holodomor und gründete eine internationale und überkonfessionelle Hilfsaktion. Am 20. August 1933 veröffentlichte er auf der Titelseite der auflagenstarken Wiener Zeitung Die Reichspost einen eindringlichen Appell an „die Welt gegen den Hungertod in Russland“. Ebenso organisierte er Konferenzen, um die Öffentlichkeit auf den Holodomor aufmerksam zu machen.
Am 18. November 1933 protestierten 10.000 ukrainische Amerikaner gegen die Anerkennung der Sowjetunion durch die USA, die am Tag zuvor stattgefunden hatte. Einige von ihnen hielten Schilder mit der Aufschrift „Wir verurteilen die mörderische Aushungerung der Ukraine durch die Sowjetunion“ (Foto veröffentlicht am 19. November 1933 in The New York Times). Berichte über die Proteste erschienen am selben Tag auch in der N.Y. Herald Tribune, The Sun, The New York Journal-American, Daily News und Sunday Mirror.
Im Jahr 1935 veröffentlichte Ewald Ammende in Wien ein Buch mit dem Titel Muss Russland hungern? mit Fotos, die der österreichische Chemiker Alexander Wienerberger 1933 während seiner Arbeit in der Sowjetukraine aufgenommen hatte.
Während der deutschen Besetzung der Ukraine erschienen vom 13. September 1942 bis zum 24. Januar 1943 in der Wochenzeitung Nowaja Ukraina (Neue Ukraine) in Charkow fünf Artikel von Stepan Sosnowyj, die der Analyse der Ereignisse der Kollektivierung und der Hungersnot von 1932 bis 1933 in der Ukraine gewidmet waren. 1943–1944 wurde sein Artikel Die Wahrheit über die Hungersnot 1932–1933 in Ukraine in einigen anderen Zeitungen in den von den Deutschen besetzten Gebieten nachgedruckt. Dieser Artikel erschien 1953 in englischer Übersetzung im ersten Band der Dokumentensammlung The Black Deeds of the Kremlin, zusammen mit anderen Beweisen für die Massenvernichtung der ukrainischen Bauern in den späten 1920er und frühen 1930er Jahren.

## Sowjetische und internationale Leugnung der Hungersnot
Den Notrufen hatten unter anderem der Journalist Walter Duranty in der New York Times am 31. März 1933 widersprochen (“Russians Hungry but not Starving”). Später wurde intensiv darüber diskutiert, ob der stalinfreundliche Pulitzer-Preisträger Duranty bei seinem Bericht bewusst gelogen habe. Eine Gruppe von Sozialisten aus England, unter ihnen der irische Schriftsteller George Bernard Shaw, die zu jener Zeit die Sowjetunion bereisten, berichteten wahrheitswidrig „von vollen Restaurants und großzügigen Menüs“. Der ungarische Schriftsteller Arthur Koestler notierte über seine Beobachtungen in Charkiw hingegen:

„Unter meinem Fenster in Charkov zogen jeden Tag Leichenbegängnisse vorbei. Kein einziges Wort über die örtliche Hungersnot, über Epidemien, das Aussterben ganzer Dörfer. Man bekam ein Gefühl traumhafter Unwirklichkeit; die Zeitungen schienen von einem ganz anderen Land zu sprechen, das keinerlei Berührungspunkte mit dem täglichen Leben, das wir führten, hatte, und ebenso verhielt es [sich] mit dem Rundfunk.“

Im Jahr 1935 wurde Gareth Jones auf einer weiteren Recherche-Reise unter ungeklärten Umständen in der Inneren Mongolei oder in Mandschukuo ermordet. Paul Scheffer veröffentlichte daraufhin am 16. August 1935 auf der Titelseite des Berliner Tageblatts einen Nachruf.  Gareth Jones hatte in seinen Artikeln geschildert, dass die Sowjetunion trotz extremer Knappheit Getreide exportiere, um sich so in sehr großer Menge Maschinen und Werkzeuge aus westlichen Ländern kaufen zu können. Insbesondere Deutschland, Großbritannien und die USA profitierten wirtschaftlich von diesen Im- und Exporten. Spätestens ab 1936 konkurrierten westliche Länder dann auch politisch um Stalins Gunst. Zumindest nachweislich in Deutschland wurde offiziell eine negative Berichterstattung über die Sowjetunion untersagt. Die politischen und wirtschaftlichen Zusammenhänge der Hungerexporte hatte bereits 1931 der US-amerikanische Journalist und Pulitzer-Preisträger Hubert Renfro Knickerbocker in seinem Buch Der rote Handel lockt dargestellt, welches ebenfalls in verschiedenen Ländern publiziert wurde.

## Aufarbeitung
Siehe auch: Liste der Gedenkorte für die Opfer des Holodomor

### Opferzahlen
Nach Berechnungen der Ukrainischen Akademie der Wissenschaften, die im November 2008 veröffentlicht wurden, betrug die Opferzahl in der Ukraine ca. 3,5 Millionen Menschen. Eine Studie ukrainischer Demografen kam 2015 auf eine Opferzahl von ca. 4,5 Millionen Menschen, bestehend aus 3,9 Millionen direkten Opfern und 0,6 Millionen Geburtenverlusten. Andere Schätzungen gehen von 2,4 bis 7,5 Millionen Hungertoten aus. Der britische Historiker Robert Conquest bezifferte die Gesamtopferzahl auf bis zu 14,5 Millionen Menschen, hierbei wurden neben den Hungertoten auch die Opfer der Kollektivierung und Entkulakisierung und der Geburtenverlust eingerechnet.

### Umgang in den Nachfolgestaaten der Sowjetunion
In der Sowjetunion wurde die Hungerkatastrophe lange Zeit vollständig verschwiegen. Unter Breschnew wurde in sowjetischen Schulbüchern zwar die Hungersnot an der Wolga erörtert, der Hunger in der Ukraine jedoch an keiner Stelle thematisiert. Auch die Menschen untereinander sprachen, wie die Journalistin Fanny Facsar meint, „aus Angst vor der kommunistischen Staatsmacht“ nicht über die Ereignisse. Erst langsam wird das Thema öffentlich diskutiert und historisch eingeordnet. Während in der Ukraine die Archive seit 2009 langsam geöffnet werden, bleiben viele russische Akten, insbesondere des Innenministeriums und des KGB, weiterhin für die Öffentlichkeit unzugänglich.

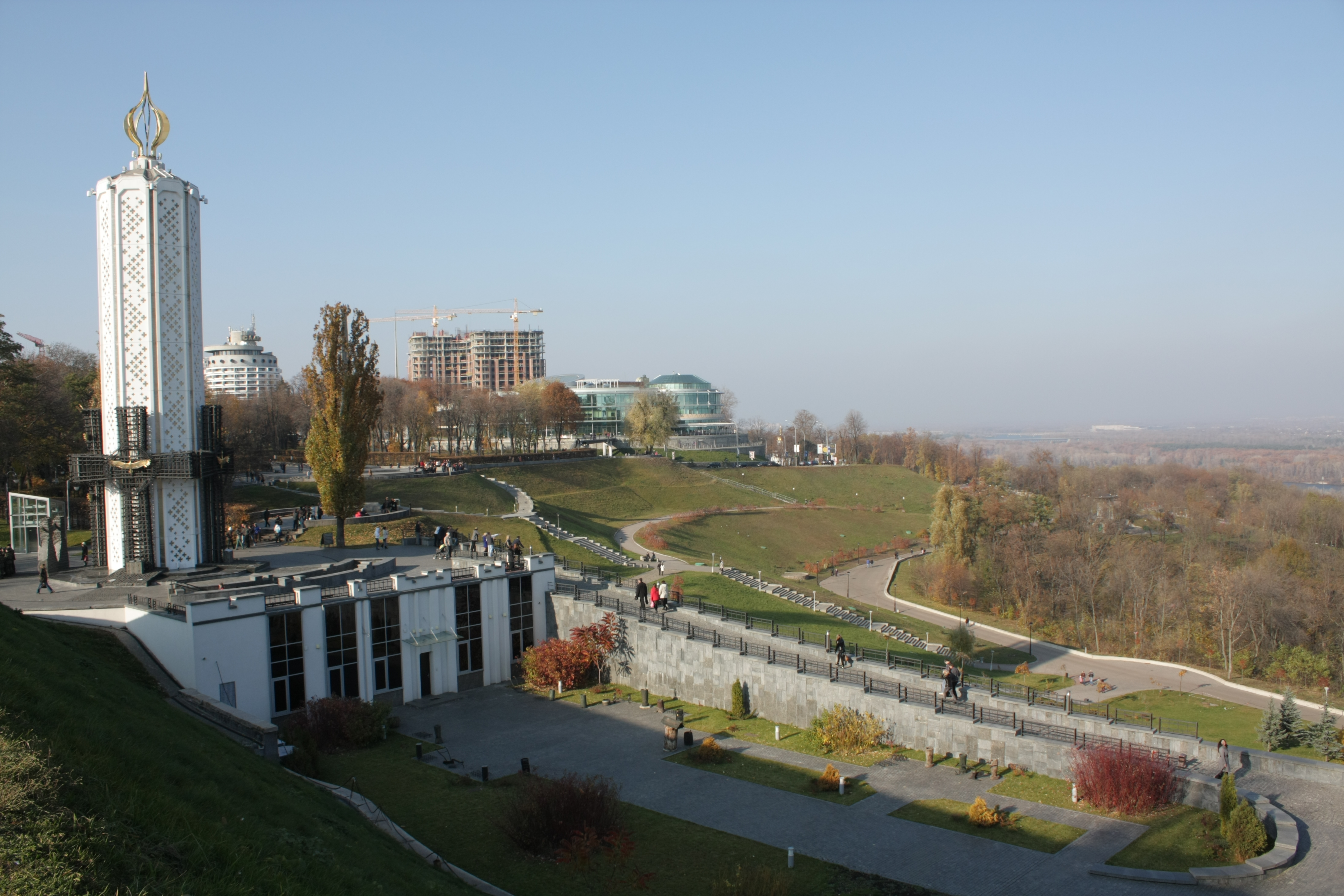
Eingang zur Halle der Erinnerung, Nationalmuseum (Kiew)

Nach dem Zusammenbruch der Sowjetunion entwickelte sich der Umgang mit der Erinnerung an den Holodomor für die Ukraine zu einer Kernfrage nationaler Identität. Ukrainischstämmige Politiker versuchten, die historische, politische und persönliche Aufarbeitung der Thematik voranzubringen und dem Holodomor international Beachtung zu verschaffen. Wiktor Juschtschenko machte das Thema so zu einer seiner wichtigsten Aufgaben. Die Aufarbeitung stieß bei der russischen Regierung auf Ablehnung. Der russische Präsident Dmitri Medwedew schlug die Einladung zu einer Gedenkveranstaltung in Kiew im November 2008 aus, da diese dazu diene, das „ukrainische Volk dem russischen zu entfremden“. Russland sieht sich in der Debatte hiernach in der historischen Nachfolge der Sowjetunion.
Prorussische Politiker wie Wiktor Janukowytsch versuchten, die intensiven Verbindungen zu Russland zu erhalten. Eine Vergangenheitsbewältigung im Sinne einer historischen Untersuchung und Bewertung war unter seiner Führung unerwünscht. Viele ukrainische Archive wurden wieder geschlossen. Diese Politik wurde auch von der russischen Regierung getragen. Eine Aufarbeitung stalinistischer Verbrechen wird als Bedrohung der russischen Staatsräson erachtet, wonach die Ukraine einen Teil der russischen Einflusssphäre darstellt. Seit der Revolution der Würde im Frühjahr 2014 nimmt die Erinnerung an den Holodomor wiederum einen bedeutenden Rang in der offiziellen Erinnerung der Ukraine ein. Im anhaltenden Konflikt mit Russland hat das Thema einen prominenten Stellenwert. Während des russischen Überfalls auf die Ukraine wurde am 25. November 2023 des Holodomors vor 90 Jahren gedacht.

### Akademische Forschung in Nordamerika
Seit den frühen 1980er-Jahren wurde in Nordamerika verstärkt zum Holodomor geforscht. In Toronto begann das Ukrainian Famine Research Committee, Interviews mit Überlebenden und Zeitzeugen in Europa und Nordamerika zu verfilmen. Die Interviews wurden 1985 in dem Dokumentarfilm Harvest of Despair im kanadischen Fernsehen gezeigt. Das Harvard Ukrainian Research Institute (HURI) initiierte 1980 ein Forschungsprojekt unter James Mace, das offizielle sowjetische Dokumente, Memoiren, mündliche Zeugnisse von Überlebenden in der Diaspora auswertete und begann eine Zusammenarbeit mit Robert Conquest. Die Ergebnisse dieser Kooperation dienten als Grundlage für dessen Monografie Ernte des Todes (englisch: The Harvest of Sorrow). Das Buch erschien 1986 und sorgte für ein breites Echo, nicht nur in der akademischen Welt. Darin beschrieb Conquest die Hungersnot in der Sowjetunion mit einem Schwerpunkt in der Ukraine und machte dafür die Politik Stalins verantwortlich. Als Antwort erschien 1987 das Buch Fraud, Famine and Fascism: The Ukrainian Genocide Myth from Hitler to Harvard des kanadischen Gewerkschafters Douglas Tottle, das den Holodomor als Mythos bezeichnete und die Berichte als Propaganda einer faschistischen ukrainischen Diaspora mit Verbindungen zu westlichen Geheimdiensten darstellte. Laut dem Historiker Jurij Šapoval handelte es sich bei dem Buch um eine Auftragsarbeit der Sowjetunion.

### Kontroverse um die Bewertung als Genozid

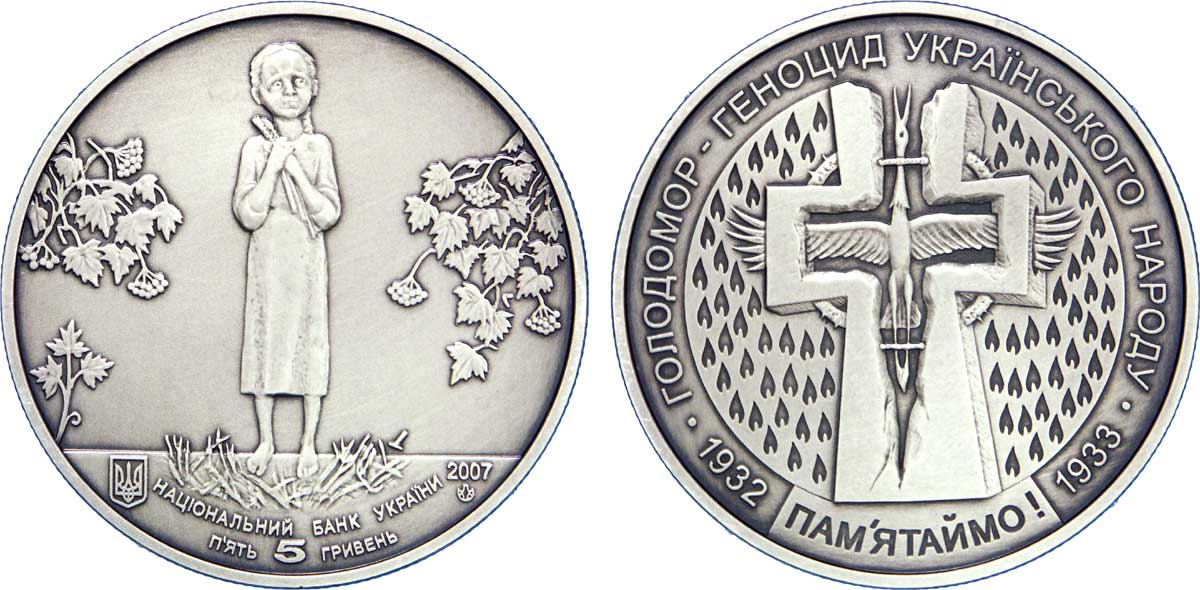
Gedenkmünze der Ukraine, 2005

Im Jahr 1953 verfasste der polnische Völkerrechtler Raphael Lemkin, der nach dem Zweiten Weltkrieg die UNO-Konvention gegen den Völkermord erarbeitet und den Begriff Genozid geprägt hatte, einen Artikel über „den sowjetischen Genozid in der Ukraine“, in dem er die „Zerstörung der ukrainischen Nation“ durch die Russifizierung während des Stalinismus als „das klassische Beispiel eines sowjetischen Genozids“ bezeichnet. Nach Lemkin setzte Stalin den Hunger gezielt ein, um den Widerstand der ukrainischen Bauern gegen die Sowjetisierung zu brechen und das ukrainische Nationalbewusstsein zu vernichten. Ähnlich argumentierten etwa Gerhard Simon und Ernst Lüdemann. Charles S. Maier spricht von einem „genozidalen Hungertod“.
Hingegen vertritt der Osteuropa-Historiker Jörg Ganzenmüller die Meinung, dass es sich bei der Hungersnot nicht um einen vorsätzlich geplanten Völkermord gehandelt habe.
Ethnische und nationale Minderheiten gerieten vielmehr ins Visier der Verfolger, weil man ihnen eine widerständige Haltung gegenüber der Sowjetmacht und eine Zusammenarbeit mit dem sogenannten Klassenfeind unterstellte. Auf diese Weise wurden ganze Nationen zu »Feinden« der sowjetischen Ordnung erklärt, deren »konterrevolutionäre Umtriebe« es zu stoppen galt. Die Politikwissenschaftlerin Svetlana Burmistr weist auf die hohe Zahl von Hungertoten außerhalb der Ukraine hin und vertritt die Ansicht, dass die Beteiligung zahlreicher Ukrainer an dem Verbrechen gegen eine Einstufung als Völkermord spreche. Der Historiker Robert Kindler meint mit Blick auf die Hungersnot in Kasachstan von 1932–33, dass das Massensterben kein spezifisch ukrainisches, sondern ein sowjetisches Phänomen war. Die Mortalität sei in Kasachstan deutlich höher gewesen, wo mit 1,5 Millionen Verhungerten ein Drittel der Bevölkerung starb. Daher könne „von einem geplanten Genozid an der ukrainischen Bevölkerung keine Rede sein“. Die Historikerin Franziska Davies zweifelt insbesondere im Hinblick auf die industrielle Vernichtung der Juden im Holocaust, ob der Begriff Genozid für die Vorgänge in der Ukraine zutreffend sei.
Im Zentrum der Debatte steht die Frage, ob die Hungerkatastrophe Zweck oder Folge der stalinistischen Politik gewesen ist. Der ungarische Historiker Miklós Kun schrieb:

„Es war eine bewusste und systematische Ermordung von Millionen Menschen. […] Während in ukrainischen Dörfern die verzweifelten, vor Hunger irre gewordenen Menschen die grünen Zweige der Bäume aßen, wurden ukrainische Lebensmittel auf Stalins Befehl in anderen sowjetischen Republiken im Rahmen des sogenannten "sowjetischen Dumpings" zu günstigen Preisen verkauft.“

Der ukrainische Geschichtswissenschaftler Wassyl Marotschko vom Zentrum zur Erforschung des Genozids an der Nationalen Akademie der Wissenschaften der Ukraine kommt aufgrund ausgewerteter Stalintelegramme zu dem Schluss, dass eine direkte Verantwortung des Diktators sowie seines Vertrauten Kaganowitsch und Molotows erwiesen sei. Immer wieder sei von einer Lösung „der ukrainischen Frage“ die Rede. Die ethnische Komponente werde in diesem Zusammenhang immer wieder betont.
Demgegenüber argumentieren vor allem russische Historiker, dass die Hungersnot in erster Linie die Folge einer schlechten Ernte gewesen sei, die durch die Kollektivierung der Landwirtschaft und den damit verbundenen Widerstand der ukrainischen Bauern verschlimmert worden sei. Alexander Watlin kritisiert den Begriff Holodomor, weil er verwendet werde, um die tragischen Folgen der über die Ukraine hinausgehenden Kollektivierung politisch zu instrumentalisieren. Weiterhin weist er darauf hin, dass die Hungersnot dieser Zeit nicht allein die Ukraine, sondern auch andere Gebiete der Sowjetunion betraf, also nicht gezielt gegen die Bevölkerung der Ukraine organisiert wurde.
Der deutsche Soziologe Gunnar Heinsohn stellte fest, dass in der Ukraine, in Kasachstan und einigen Kaukasusgebieten, in denen starker Widerstand gegen die Enteignungen im Rahmen der Zwangskollektivierung vorhanden war, dieser mit dem Mittel einer absichtlich herbeigeführten und durch Zwangsrequirierungen verschlimmerten Hungersnot gebrochen werden sollte. Auch die Unabhängigkeitsbewegungen dieser Völker sollten auf diese Weise getroffen werden. So unterband die kommunistische Partei auch die Versorgung der Hungernden und die Ausreise aus den Hungergebieten. So gab Wjatscheslaw Menschinski, Leiter der Geheimpolizei GPU, den Befehl, den Getreidebeschaffungsplan bedingungslos zu erfüllen. Die ukrainische Geheimpolizei unter Wsewolod Balyzkyj ließ daraufhin Hungerflüchtlinge erschießen sowie deren Lebensmittelbestände und Vieh konfiszieren. Dieses gesamte Vorgehen wird von Heinsohn als Mischung von Politizid und Genozid bezeichnet, deren Darstellung oft aus politischen Gründen als „böswilliger Antikommunismus“ diffamiert werde.
Die Historikerin Anne Applebaum vertritt auf der Grundlage erstmals ausgewerteter Dokumente die These, dass es sich um einen geplanten und gezielten Massenmord handelte. Ziel sei es gewesen, einen erneuten Bauernaufstand wie 1918/19 zu verhindern. Sie sieht die Frage, ob man die Hungersnot nun „einen Genozid, ein Verbrechen gegen die Menschlichkeit oder einfach einen Akt des Massenterrors nennt“, für „heute weniger wichtig“. Applebaum vergleicht den Massenmordcharakter des Holodomor mit dem nationalsozialistischen Hungerplan, der vor Beginn des Krieges gegen die Sowjetunion 1941 erarbeitet wurde und das „Absterben“ von ca. 30 Millionen Menschen mittels Hunger auf verschiedenen Territorien der UdSSR vorsah. Sie sieht darin „Stalins Politik um ein Vielfaches potenziert: die Vernichtung ganzer Völker durch Hunger“.
Norman Naimark schrieb, der Holodomor solle angesichts der Bemühungen sowjetischen Führung, die ukrainische Intelligenz, Kirchenführer und Parteiaktivisten zu eliminieren, als Völkermord eingestuft werden.
Andrei Markevich, Natalya Naumenko und Nancy Qian schrieben in einer Studie im Jahr 2024, dass etwa 40 Prozent der Opfer der Hungersnot in der Sowjetunion in der Ukraine ums Leben gekommen seien und dort die Sterblichkeitsrate um den Faktor vier bis sechs höher als in Russland gewesen sei. Die Autoren argumentierten, dass die unverhältnismäßig hohe Zahl der ukrainischen Hungertoten keine unbeabsichtigte Folge, sondern das Ergebnis einer gegen Ukrainer gerichteten sowjetischen Politik gewesen sei. Eugene Finkel schrieb, selbst die geringen Ernten der Hungerjahre hätten ausgereicht, um die gesamte ukrainische Bevölkerung zu ernähren. Die Hungersnot sei durch die Politik des Kremls verursacht worden und die ukrainischen Bauern, nicht nur Kulaken, sondern auch arme und mittlere Bauern, seien gestorben, weil sie Ukrainer waren und nicht weil sie Bauern waren.
Das ukrainische Parlament verabschiedete im Jahr 2003 einen „Appell an das ukrainische Volk“, der die Hungersnot als einen Akt des Genozides verurteilte und am 28. November 2006 erließ das Parlament das Gesetz „Über den Holodomor in der Ukraine“, in dem die Anerkennung des Holodomor als Genozid gesetzlich festgeschrieben und seine Leugnung als widerrechtlich eingestuft wurde.

### Bewertung durch andere Staaten und Organisationen

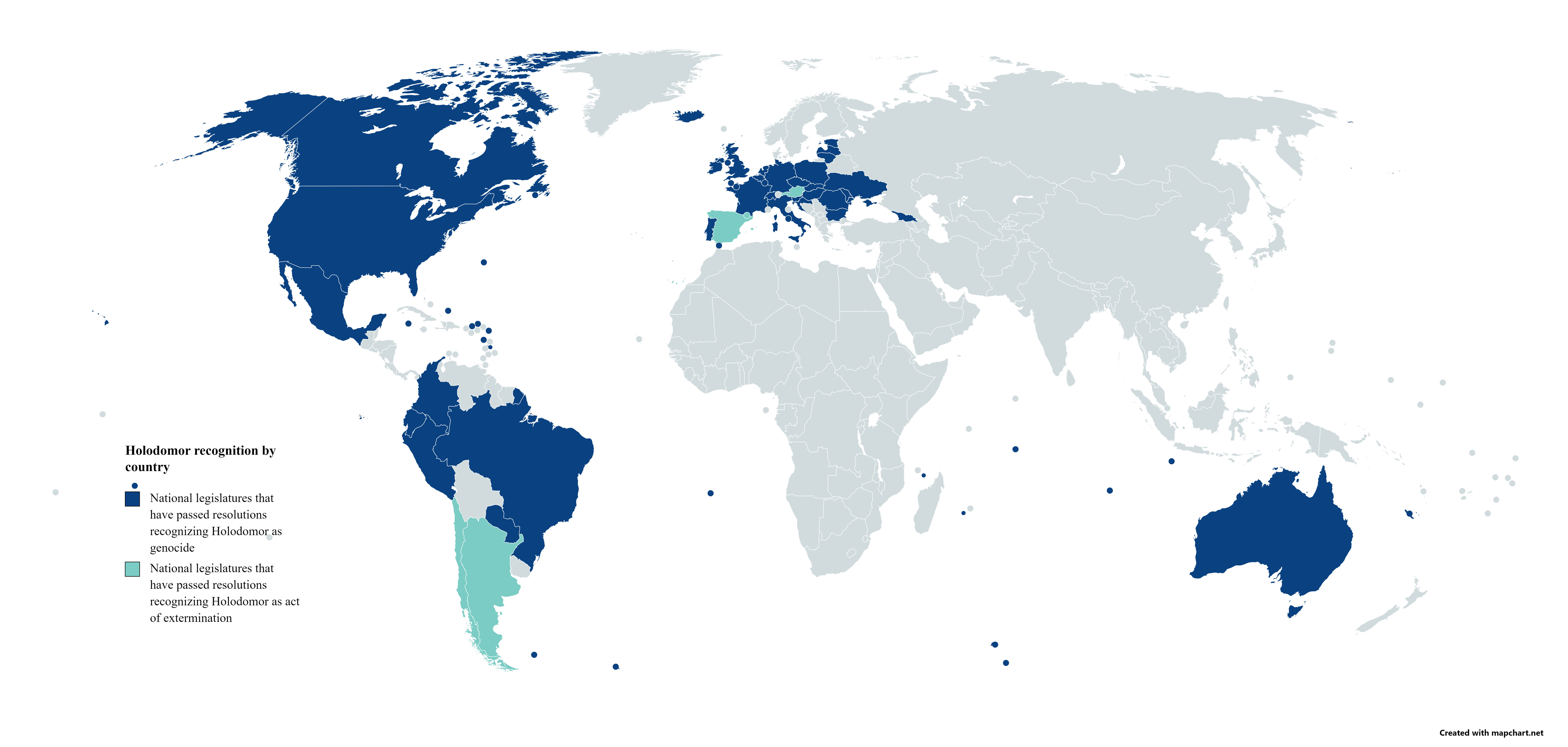
Länder, die den Holodomor als Völkermord einstufen oder dabei sind, dies zu tun.

Unter Präsident Wiktor Juschtschenko bemühte sich die ukrainische Regierung darum, dass der Holodomor weltweit als Genozid am ukrainischen Volk anerkannt wird. Neben der Ukraine haben Australien, Belgien, Bulgarien,
Deutschland, Ecuador, Estland, Frankreich, Georgien, Kanada, Island, Kolumbien, Lettland, Litauen, Mexiko, Paraguay, Peru, Polen, Portugal, Tschechien, Ungarn, der Vatikan und Kroatien den Holodomor offiziell als Völkermord anerkannt.

#### Position der USA
2006 genehmigte der US-Kongress der Regierung der Ukraine die Errichtung eines „Holodomor-Mahnmals für die Opfer der ukrainischen Hungersnot/des Genozids von 1932–1933“, das schließlich 2015 in Washington eingeweiht wurde. 2008 erkannte das Repräsentantenhaus den Holodomor in der Ukraine von 1932 bis 1933 als Genozid am ukrainischen Volk an. Nach anderer Quelle wurde dabei zwar der genozidale Charakter des Holodomor klar beschrieben, die Bezeichnung als Genozid jedoch bewusst vermieden. Die 2018 einstimmig angenommene Erklärung 435 des US-Senats (ohne Gesetzeskraft) anerkennt das Urteil der einschlägigen Senatskommission von 1988, wonach es sich um einen von Stalin gegen das ukrainische Volk begangenen Genozid gehandelt habe.

#### Position des Europäischen Parlaments
Am 23. Oktober 2008 verabschiedete das Europäische Parlament eine Entschließung „zu dem Gedenken an den Holodomor, die wissentlich herbeigeführte Hungersnot von 1932/1933 in der Ukraine“. Die zentralen Passagen der Entschließung lauten: „Das Europäische Parlament […], unter Hinweis auf die UN-Konvention über die Verhütung und Bestrafung des Völkermords, […] erklärt gegenüber den Bürgern der Ukraine und insbesondere den letzten Überlebenden des Holodomor und den Familien und Verwandten der Opfer, dass es […] den Holodomor (die wissentlich herbeigeführte Hungersnot von 1932/1933 in der Ukraine) als schreckliches Verbrechen am ukrainischen Volk und gegen die Menschlichkeit anerkennt, […] dem ukrainischen Volk, das diese Tragödie erlitten hat, sein Mitgefühl ausspricht und jenen Menschen Ehre erweist, die an den Folgen der wissentlich herbeigeführten Hungersnot von 1932/1933 gestorben sind […]“.
Am 15. Dezember 2022 hat das EU-Parlament den Holodomor als Völkermord eingestuft (507 Stimmen dafür, 12 dagegen, 17 Enthaltungen).

#### Position Russlands
Die Regierung Russlands, des wichtigsten Rechtsnachfolgers der Sowjetunion, lehnt die Bezeichnung Genozid für den Holodomor ab. Dem Außenministerium der Russischen Föderation nach fielen dem Hunger in der Sowjetunion von 1932 bis 1933 nicht nur Angehörige des ukrainischen Volkes zum Opfer, sondern auch Russen und Angehörige zahlreicher weiterer Ethnien. Wikileaks-Veröffentlichungen zufolge berichtete Andrew, Duke of York, der US-amerikanischen Botschafterin Tatiana Gfoeller in Bischkek, dass Russland Regierungen anderer Länder, insbesondere diejenige Aserbaidschans, unter Druck setze, den Holodomor nicht als Völkermord anzuerkennen.

#### Position des Europarates
Die Parlamentarische Versammlung des Europarates (PACE) lehnte im April 2010 die von der ukrainischen Opposition gewünschte Bezeichnung Genozid in ihrer Resolution über die Hungerkatastrophe der 1930er Jahre in der UdSSR ab. Zuvor war der damalige ukrainische Präsident Wiktor Janukowytsch vor der Versammlung aufgetreten und hatte sich ebenso gegen die Definition als Genozid ausgesprochen.
Im Oktober 2023 hat der Europarat die Hungersnot in der Ukraine in den 1930er Jahren, die Millionen von Menschen das Leben kostete, als Völkermord anerkannt.

#### Position Israels
Israel sieht den Holodomor zwar als „größte Tragödie des ukrainischen Volkes“ an, lehnt aber die Verwendung des Wortes Genozid ab, da er keine „Vernichtung anhand ethnischer Kriterien“ gewesen sei. Eine Wertung als Völkermord würde zudem implizieren, dass Juden in Osteuropa auch als Täter in Erscheinung getreten seien – ein Umstand, der nach Aussage des Simon Wiesenthal Centers den Holocaust relativieren würde. Der israelische Präsident Jitzchak Herzog  meinte, es sei wichtig, den Holodomor zu brandmarken und der Hungersnot von 1932–1933 zu gedenken, die Millionen Menschen tötete, und was dem sowjetischen Führer Josef Stalin angelastet wird, nennt es aber nicht „Völkermord“.

#### Position der Bundesrepublik Deutschland
Anlässlich einer im Jahr 2019 auf Bestreben ukrainischer Aktivisten beim Petitionsausschuss des Deutschen Bundestages eingebrachten Petition äußerte der Staatsminister im Auswärtigen Amt Michael Roth (SPD), es handele sich um eine „grauenvolle, schreckliche Hungerkatastrophe, die von Menschen zu verantworten ist und die zu Millionen von Hungertoten geführt hat“. Zu einer Einordnung als Genozid führe dies nicht, da der Begriff des Völkermordes erst 1948 legal definiert wurde.
Deutschland habe sich der Erklärung zum 85. Holodomor-Jahrestag im Rahmen der 73. Generalversammlung der Vereinten Nationen im September 2018 ausdrücklich angeschlossen.
Die Bundestagsfraktionen von SPD, Grünen, FDP und CDU/CSU erstellten im November 2022 einen gemeinsamen Resolutionsentwurf, initiiert vom Vorsitzenden der deutsch-ukrainischen Parlamentariergruppe im Bundestag Robin Wagener. In der Resolution wird der Holodomor in den Jahren 1932/33 als Genozid am ukrainischen Volk anerkannt. Der Bundestag stimmte am 30. November 2022 dem Resolutionsentwurf zu. Die Abgeordneten der Antragsteller stimmten für die Resolution, die Abgeordneten der AfD und jene der Linken enthielten sich.
Die Resolution weist auf die historische Singularität des Holocaust an den europäischen Juden hin. Der Osteuropa-Historiker Jörg Baberowski warf demgegenüber den unterstützenden Bundestagsparteien im Deutschlandfunk vor, „den Holocaust zu entsorgen, indem man sich jetzt auch mit dem Holodomor identifiziert“.

#### Position der Schweiz
Am 24. September 2024 nahm der Nationalrat der Schweiz  mit 123 zu 58 Stimmen bei 7 Enthaltungen eine Erklärung an, in der der Holodomor als Völkermord anerkannt wird.

### Gedenken an den Holodomor in den von Russland besetzten Gebieten der Ukraine
Nach 2014 begann in der Region Donetsk der Abbau der Denkmäler für die Opfer des Holodomor. Das erste Denkmal, das 2015 entfernt wurde, befand sich in der kleinen Stadt Snischne. Nach dem russischen Überfall auf die Ukraine 2022 wurde das im Jahr 2004 errichtete Denkmal in Mariupol im Oktober 2022 zerstört. Der Abriss von Denkmälern findet auch in den besetzten Städten des Oblast Cherson statt. Im Januar 2023 wies das Bildungs- und Wissenschaftsministerium der besetzten Oblast Luhansk Schulen und Universitäten an, alle Bücher über den Holodomor aus ihren Bibliotheken zu entfernen.

## Rezeption
Photographie
- Photographien aus dem Bestand des Zentralen Staatlichen Kino-Foto-Phono-Archivs der Ukraine (Ukrainisch: Центральний державний кінофотофоноархів України)[118]
- Ukrainer in Ungarn: Fotos von Holodomor[119]
- Holodomor. / Dokumentarfilme, Sendungen[120]

Filme
- Neznanyj holod (Der unbekannte Hunger) (Незнанный Голод),[121] Kanada, 1983
- Zhnyva rozpatschu (Ernte der Verzweiflung) (Жнива розпачу) Kanada, 1984,
- ’33, svidtschennya otschewydtsiw (’33, Augenzeugenberichte)(33-й, свідчення очевидців), Ukraine, 1989
- Pid znakom bidy (Unter dem Zeichen des Unglücks) (Під знаком біди), Ukraine, 1990
- Holod – 33 (Hunger – 33) (Голод – 33), Ukraine, 1991
- Velykyj slam (Der große Umbruch) (Великий злам), Ukraine, 1993
- Pieta (Пієта), Ukraine, 1994
- Ukrajins'ka nitsch 33-ho (Ukrainische Nacht von 1933) (Українська ніч 33-го), Ukraine, 2002
- Tschas temrjavy (Die Zeit der Dunkelheit, Час темряви), Ukraine, 2003
- Holodomor 1932–1933 r.r. (Голодомор 1932–1933 р.р.), Ungarn, 2004
- Velykyj Holod (Der große Hunger) (Великий Голод),[122] Ukraine, 2005
- Tajna propavshej perepisi (Das Geheimnis der verschollenen Volkszählung) (Тайна пропавшей переписи), Russland, 2005
- Holodomor. Tehchnologiji genozydu (Holodomor. Technologien des Genozids) (Голодомор. Технології геноциду), Ukraine, 2005
- Holodomor. Ukrajina (Holodomor. Ukraine) (Голодомор. Україна), Ukraine, 2005
- Holodomor. Ukrajina 20-ho stolittja (Holodomor. Ukraine im 20. Jh.) (Голодомор. Україна ХХ століття)
- Zhyty zaboroneno (Zu leben ist verboten) (Жити заборонено)
- Holodomor. Hungersnot in der Ukraine 1932–33, Fotofilm, Österreich, 2010
- Bitter Harvest (Holodomor – Bittere Ernte), Kanada, 2017[123]
- The Soviet Story, Dokumentarfilm, der unter anderem den Holodomor zum Gegenstand hat, wurde u. a. im Europäischen Parlament gezeigt
- Red Secrets – Im Fadenkreuz Stalins (2019), international koproduzierter Spielfilm von Agnieszka Holland

Ausstellungen
- Holodomor – der unbekannte Völkermord 1932–1933, 13357 Berlin, Bunker am Blochplatz, Ecke Bad-/Hochstraße, 29. November bis 16. Dezember 2009[124]
- Holodomor. Hungersnot in der Ukraine 1932–33, ab 19. November 2010, Katholische Hochschulgemeinde Graz, Leechgasse 24, 8010 Graz, Österreich

Literatur
- Ulas Samtschuk: Maria. 1934
  - Maria: The Chronicle of a Life. Übersetzt von Roma Z. Franko (1952),  Language Lanterns Publications, 2011, ISBN 9780987775009
- Wassili Grossman: Alles fließt, 1955–1963
- Wassyl Barka: Der Gelbe Fürst. Übersetzung Maria Ostheim-Dzerowycz, Jaroslawiw Wal, Kyjiw 2019
- Tetjana Pjankowa: Das Zeitalter der Roten Ameisen. Ecco Verlag, Hamburg 2022, ISBN 978-3-7530-0077-0 (Ins Deutsche übersetzt von Beatrix Kersten)[126]